# Siiri Oviir
Siiri Oviir, née le 3 novembre 1947 à Tallinn, est une femme politique estonienne membre du Parti du centre (EK).
Elle est députée européenne de 2004 à 2014, et siège au groupe de l'Alliance des démocrates et des libéraux pour l'Europe (ADLE). Au niveau national, elle fut ministre des Affaires sociales entre 1990 et 1992, en 1995, puis de 2002 à 2003, et fait partie des membres fondateurs du Parti du centre.

## Biographie
Elle achève ses études secondaires en 1966, et intègre par la suite l'université de Tartu, dont elle ressort en 1975 avec un diplôme de droit. Elle devient alors assistante du président de la cour suprême de la République socialiste soviétique d'Estonie et conserve ce poste jusqu'en 1990. Deux ans plus tard, elle obtient un emploi de professeur à l'école pédagogique de Tallinn, qu'elle occupe pendant onze ans.

## Vie politique

### Activité militante
Membre du Parti communiste de l'Union soviétique (PCUS) de 1976 à 1990, elle participe en 1991 à la fondation du Parti du centre (EK), dont elle est élue vice-présidente en 1994 pour trois ans. Elle est également membre du bureau de la commission des femmes du parti depuis 1994.

### Parcours institutionnel
Elle est nommée ministre du Bien-être social dans le premier gouvernement de l'Estonie indépendante le 25 avril 1992. En 1992, elle est élue députée au Riigikogu, mais doit renoncer à son portefeuille. Elle prend alors la présidence de la commission parlementaire des Affaires sociales, avant de retrouver brièvement le ministère des Affaires sociales entre le 17 avril et le 6 avril 1995.
Elle entre au conseil municipal de Tallinn en 1996, la même année que son élection à la présidence du groupe parlementaire de l'EK, qu'elle occupe trois ans, et sa candidature à l'élection présidentielle, où elle ne recueille que 25 voix sur les 374 du collège électoral. Le 28 janvier 2002, Siiri Oviir redevient ministre des Affaires sociales. L'arrivée au pouvoir d'une nouvelle coalition gouvernementale excluant son parti à la suite des législatives de 2003 l'oblige une nouvelle fois à renoncer à son ministère. Elle retourne alors au Riigikogu et est désignée à la vice-présidence de la commission des Affaires constitutionnelles.
Elle entre au Parlement européen le 1er mai 2004, à la suite de l'adhésion de l'Estonie à l'Union européenne. Elle conserve son mandat à l'issue des élections européennes du 13 juin. De nouveau candidate au scrutin de 2009, elle est réélue députée européenne.

## Prix et distinctions
- Ordre du Blason national d'Estonie de cinquième classe, 2001
- Ordre du Blason national d'Estonie de troisième classe, 2006